# Пінгвін королівський

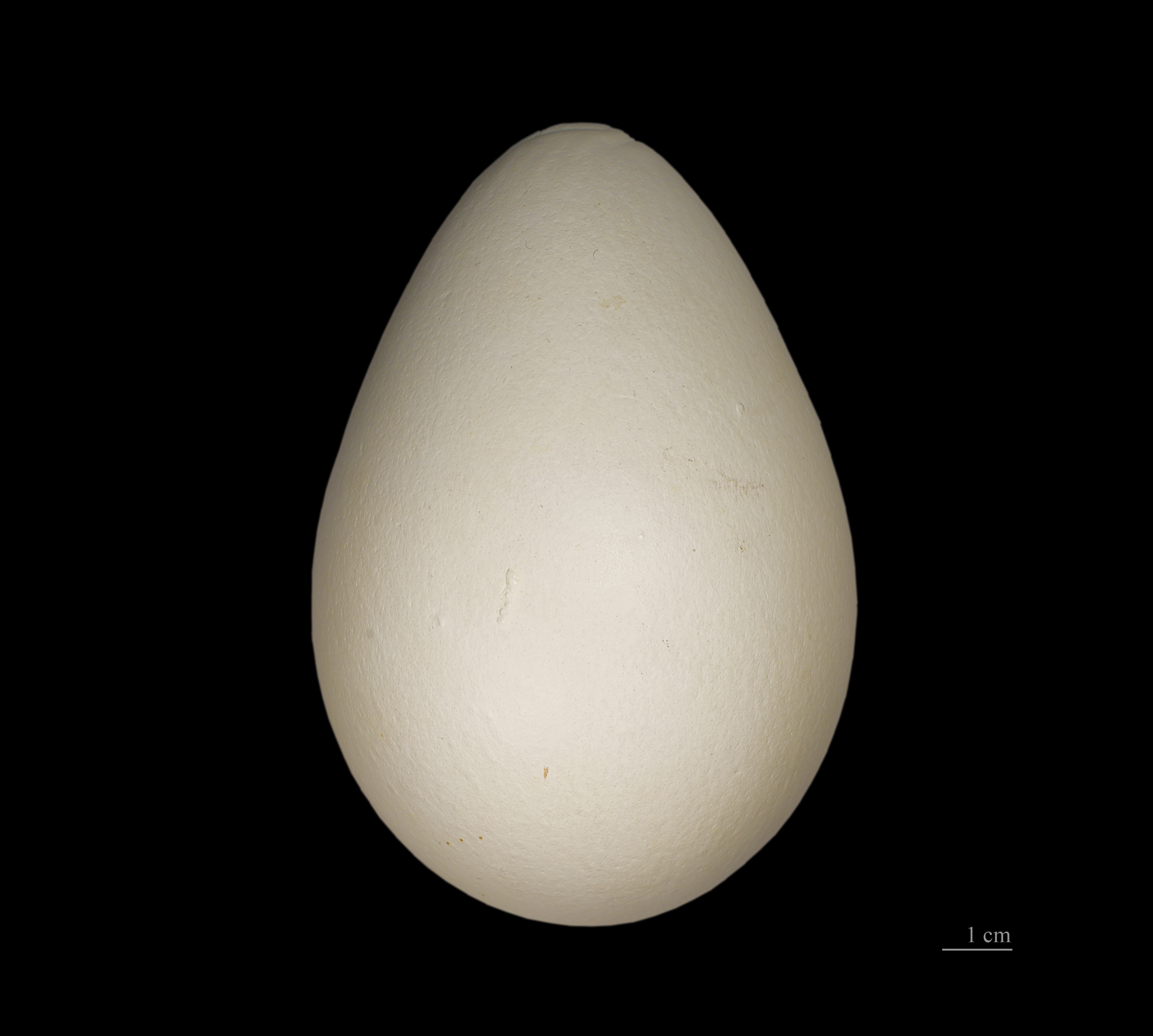
Яйце королівського пінгвіна

Пінгві́н королі́вський (Aptenodytes patagonicus) — нелітаючий вид птахів родини пінгвінових. Це другий за розмірами вид пінгвінів після імператорського.

## Опис
Довжина тіла королівського пінгвіна сягає 90-110 см, вага становить близько 15 кг.

## Розповсюдження
Географічне розповсюдження пінгвінів значною мірою пов'язане з температурою вод океану, в якому птахи проводять дві третини життя. Вважають, що один з основних чинників, що формують ареали того або іншого виду пінгвінів, — це здатність пташенят даного виду переходити до життя у воді певної температури. Для пташенят королівського пінгвіна необхідно, щоб вода на поверхні моря прогрілася до +5 °С. Ці птахи гніздуються величезними колоніями поблизу Антарктиди колоніями на островах Маріон, Кергелен, Херд, Південна Георгія та ін. З грудня по лютий вони мігрують до межі пакової криги у пошуках здобичі.

## Живлення
Королівський пінгвін живиться винятково тваринною їжею. Основу їх раціону складають риба, головоногі молюски, кальмари та планктон.

## Розмноження
Статеве дозрівання настає в 6 років. Гніздується королівський пінгвін 1 раз на 2 роки. В кладці буває лише по одному яйцю. Королівські пінгвіни утворюють пари на все життя.
Яйце висиджує самець доки самиця вирушає на годівлю до океану. Самець тримає яйце на лапах, вкриваючи його шкіряною складкою черева, щоб вберегти від холоду. Самець і самиця висиджують яйце по черзі, доки другий годується. Пташенята вилуплюються через 8 тижнів висиджування Вони повністю вкриті товстим коричневим пухом, однак батьки все одно до певного часу продовжують їх зігрівати. Ті пташенята, що вилупилися на початку літа до зими встигають досягти розмірів дорослих птахів. Більшість тих пташенят, що вилупилися пізніше, взимку вмирають

## Проживання
Батьківщина королівських пінгвінів — негостинні, холодні райони, відкриті для всіх крижаних вітрів. Птахам доводиться переживати довгі зими, під час яких на небосхилі тільки зрідка з'являється сонце. Королівські пінгвіни мешкають на островах Маріон, Кергелен, Херд, Південна Георгія, Маккуорі та інших. Острови, розташовані поряд з Антарктидою, на яких пінгвіни тримаються більшу частину року, вкриті товстим шаром снігу. Птахи живуть у прибережних районах, де протягом усього року можна знайти вдосталь корму. Королівські пінгвіни з надзвичайною легкістю й грацією кружляють у крижаній воді. Така рухливість різко контрастує з їхньою незграбною ходою на суші.

## Вороги
Найбільшу небезпеку становлять морські леопарди та косатки. На пташенят часто полюють коричневі поморники та гігантські буревісники.